# Taça dos Campeões Europeus de Hóquei em Patins de 1994-95
A Taça dos Campeões Europeus de Hóquei em Patins de 1994-95 foi a 30.ª edição da Taça dos Campeões.
O Igualada conseguia repetir os feitos do Reus Deportiu e do FC Barcelona ao conquistar o 3.º título consecutivo europeu, derrotando o SL Benfica na final.

## Equipas participantes
| País       | Clube            | Classificação                                                     |
| ---------- | ---------------- | ----------------------------------------------------------------- |
| Alemanha   | IGR Remscheid    | Campeão da Liga Alemã de 1993/94                                  |
| Áustria    | RHC Villach      | Campeão da Liga Áustriaca de 1993/94                              |
| Espanha    | Igualada HC      | Campeão Europeu de 1993/94 e Campeão da Liga Espanhola de 1993/94 |
| Espanha    | FC Barcelona     | 2.º lugar da Liga Espanhola de 1993/94                            |
| França     | SCRA Saint-Omer  | Campeão da Liga Francesa de 1993/94                               |
| Inglaterra | Herne Bay United | Campeão da Liga Inglesa de 1993/94                                |
| Itália     | Hockey Novara    | Campeão da Liga Italiana de 1993/94                               |
| Portugal   | SL Benfica       | Campeão da Liga Portuguesa de 1993/94                             |
| Suíça      | SC Thunerstern   | Campeão da Liga Suíça de 1993/94                                  |

## Jogos

### 1.ª Eliminatória
| Equipa 1     | Total | Equipa 2       | 1.ª Mão | 2.ª Mão |
| ------------ | ----- | -------------- | ------- | ------- |
| FC Barcelona | 14-0  | SC Thunerstern | 4-0     | 10-0    |

### Fase Final
|  | Quartos-de-final | Quartos-de-final | Quartos-de-final | Quartos-de-final |                  |             | Meias-finais | Meias-finais | Meias-finais |  |            | Final | Final | Final |
|  |                  |                  |                  |                  |                  |             |              |              |              |  |            |       |       |       |
|  | 1                | FC Barcelona     | 5                | 1                |                  |             |              |              |              |  |            |       |       |       |
|  | 8                | SL Benfica       | 0                | 8                |                  |             |              |              |              |  |            |       |       |       |
|  | 8                | SL Benfica       | 0                | 8                |                  | SL Benfica  | 5            | 5            |              |  |            |       |       |       |
|  |                  |                  |                  |                  |                  | SL Benfica  | 5            | 5            |              |  |            |       |       |       |
|  |                  | Hockey Novara    | 1                | 6                |                  |             |              |              |              |  |            |       |       |       |
|  | 4                | Hockey Novara    | 1                | 6                | Herne Bay United | 2           | 3            |              |              |  |            |       |       |       |
|  | 4                |                  |                  |                  | Herne Bay United | 2           | 3            |              |              |  |            |       |       |       |
|  | 5                | Hockey Novara    | 29               | 20               |                  |             |              |              |              |  |            |       |       |       |
|  | 5                | Hockey Novara    | 29               | 20               |                  |             |              |              |              |  | SL Benfica | 4     | 1     |       |
|  |                  |                  |                  |                  |                  |             |              |              |              |  | SL Benfica | 4     | 1     |       |
|  |                  | Igualada HC      | 3                | 3                |                  |             |              |              |              |  |            |       |       |       |
|  | 3                | Igualada HC      | 3                | 3                | Igualada HC      | 15          | 6            |              |              |  |            |       |       |       |
|  | 3                |                  |                  |                  | Igualada HC      | 15          | 6            |              |              |  |            |       |       |       |
|  | 6                | SCRA Saint-Omer  | 1                | 4                |                  |             |              |              |              |  |            |       |       |       |
|  | 6                | SCRA Saint-Omer  | 1                | 4                |                  | Igualada HC | 20           | 16           |              |  |            |       |       |       |
|  |                  |                  |                  |                  |                  | Igualada HC | 20           | 16           |              |  |            |       |       |       |
|  |                  | IGR Remscheid    | 2                | 3                |                  |             |              |              |              |  |            |       |       |       |
|  | 2                | IGR Remscheid    | 2                | 3                | RHC Villach      | 3           | 5            |              |              |  |            |       |       |       |
|  | 2                |                  |                  |                  | RHC Villach      | 3           | 5            |              |              |  |            |       |       |       |
|  | 7                | IGR Remscheid    | 10               | 14               |                  |             |              |              |              |  |            |       |       |       |
|  | 7                | IGR Remscheid    | 10               | 14               |                  |             |              |              |              |  |            |       |       |       |

### Quartos-de-final
| Equipa 1         | Total | Equipa 2        | 1.ª Mão | 2.ª Mão |
| ---------------- | ----- | --------------- | ------- | ------- |
| FC Barcelona     | 6-8   | SL Benfica      | 5-0     | 1-8     |
| Herne Bay United | 5-49  | Hockey Novara   | 2-29    | 3-20    |
| Igualada HC      | 21-5  | SCRA Saint-Omer | 15-1    | 6-4     |
| RHC Villach      | 8-24  | IGR Remscheid   | 3-10    | 5-14    |

### Meias-finais
| Equipa 1    | Total | Equipa 2      | 1.ª Mão | 2.ª Mão |
| ----------- | ----- | ------------- | ------- | ------- |
| SL Benfica  | 10-7  | Hockey Novara | 5-1     | 5-6     |
| Igualada HC | 36-5  | IGR Remscheid | 20-2    | 16-3    |

### Final
| Equipa 1   | Total | Equipa 2    | 1.ª Mão | 2.ª Mão |
| ---------- | ----- | ----------- | ------- | ------- |
| SL Benfica | 5-6   | Igualada HC | 4-3     | 1-3     |

| Campeão Europeu 1994-95  |
| ------------------------ |
|                          |
| Igualada HC (3.º título) |

### Internacional
- Ligações para todos os sítios de hóquei
- Mundook- Sítio com notícias de todo o mundo do hóquei
- Hoqueipatins.com - Sítio com todos os resultados de Hóquei em Patins